# Paul Hurus
Paul Hurus, auch Paul Hyrus oder Paul Huros oder Paulus de Constantia, (* Konstanz; † nach 1505 in Konstanz) war ein Buchdrucker und Verleger.

## Leben
Paul Hurus, ein Katholik, war einer der zahlreichen deutschen Buchdrucker, die im 15. Jahrhundert und in der ersten Hälfte des 16. Jahrhunderts die Buchdruckerkunst in Spanien und Portugal einführten.
Durch Vermittlung der Großen Ravensburger Handelsgesellschaft, der größten Export-Import-Firma des 15. Jahrhunderts, wurde die erste Buchdruckerei Spaniens 1473 in Valencia eingerichtet; betrieben wurde sie von den deutschen Druckern Lambert Palmart aus Köln, Paul Hurus und seinem Bruder Johann von Salzburg aus Konstanz. 1475 hatte Hurus in Barcelona wie auch Jakob Vitzlant in Valencia sowie Johann von Salzburg in Barcelona die ersten katalanischen Bücher mit dem neuen Verfahren gedruckt.
Hurus wurde Nachfolger von Matthäus von Flandern und war von 1485 bis 1499 in Saragossa tätig.

## Holzschnitt Giovanni Boccaccio
Das Gesamtwerk von Giovanni Boccaccio: "De claris mulieribus, es. De las mujeres illustres (GW 04491, H 3337). Fo. XCVI, Cap. Xcv, Sabina poppea mujer de nero." umfasst 76 Holzschnitte, die aus der sehr seltenen Augsburger Ausgabe von Anton Sorg aus dem Jahr 1479 stammen. Danach war Paulus de Constantia bereits am 22. Oktober 1476 als Drucker in Barcelona notariell erfasst, in dem er dort mit seinem Kollegen Heinrich Botel die erste in der Druckgeschichte bekannte Subscription protokollieren ließ. Um 1480 baute Paul Hurus seine Druckerei in Saragossa aus, sodass sie mit ihren Produktionen an der Spitze aller spanischen Offizinen des 15. Jahrhunderts stand. In Zusammenarbeit mit spanischen Gelehrten und Übersetzern gelang es ihm zahlreiche literarisch bedeutsame Werke im Erstdruck herauszubringen. Kein deutscher in Spanien tätiger Inkunabeldrucker hatte so enge Beziehungen zu seiner Heimat, wie Paul Hurus. Mehrfach reiste er nach Süddeutschland. Nach seinem letzten Druck im Jahre 1499 kehrte er in seine Vaterstadt Konstanz zurück und wurde 1505 in den Rat der Stadt gewählt (Geldner, 1970, II, 273ff).

## Werke
- Fori Aragonum.1477[7]
- Li, Andrés de: Thesoro dela Passion sacratissima de Nuestro Redemptor, Saragossa, Paul Hurus, 2. Okt. 1494[8]